# 周南市
周南市（日语：／ Shūnan shi */?）是山口縣東部的市。總人口約152,000人。是山口縣内第人口第4多的都市。
由於在戰前設有海軍燃料廠，在戰後轉變為石油相關產業，因此在轄區內有密集的工業區。

## 歷史
在二次大戰時期，日本帝國海軍所開發的人控魚雷「回天」的訓練基地設於轄區內的大津島上。大和號戰艦在最後的任務菊水特攻作戰前，是在此地完成最後的燃料補給。
現在的周南市是在「平成大合併」期間所成立，最初是規劃由德山市、新南陽市、熊毛町、鹿野町、下松市、光市、田布施町進行合併，不過在籌備過程中下松市、光市、田布施町陸續退出，因此最後僅由德山市、新南陽市、熊毛町、鹿野町參與。
由於位於過去周防國範圍之南部，因此稱為「周南」。不過過去也曾有名為「周南町」的行政區，但成立僅一年即改名為「光町」，也就是現在的光市。

### 沿革
- 1889年4月1日：實施町村制，現在的轄區在當時分屬：
  - 都濃郡：德山村、福川村、富田村、太華村、鹿野村、富岡村、加見村、久米村、大津島村、夜市村、戶田村、湯野村、須須萬村、中須村、長穗村、須金村、向道村。
  - 熊毛郡：三丘村、高水村、勝間村、八代村。
  - 佐波郡：和田村。
- 1900年10月15日：德山村改制為德山町。
- 1912年1月1日：福川村改制為福川町。
- 1915年11月10日：富田村改制為富田町。
- 1935年10月15日：德山町改制為德山市。
- 1940年4月29日：太華村改制並改名為為櫛濱町。
- 1940年11月3日：鹿野村改制為鹿野町。
- 1941年11月3日：富岡村被併入富田町。
- 1942年4月1日：加見村和久米村被併入德山市。
- 1944年4月1日：櫛濱町、富田町、福川町、大津島村、夜市村、戶田村、湯野村和德山市合併為新設置的德山市。
- 1949年8月1日：富田町從德山市獨立分出。
- 1949年9月1日：福川町從德山市獨立分出。
- 1953年10月1日：富田町和福川町合併為南陽町。
- 1954年12月1日：須須萬村、中須村、長穗村合併為都濃町。
- 1955年7月20日：須金村被廢除，轄區被分割並入都濃町和鹿野町。
- 1955年10月1日：向道村被併入德山市。
- 1955年11月1日：和田村被併入南陽町。
- 1956年9月30日：三丘村、高水村、勝間村、八代村合併為熊毛町。
- 1966年1月1日：都濃町被併入德山市。
- 1970年11月1日：南陽町改制並改名為新南陽市。
- 2003年4月21日：德山市、新南陽市、熊毛町、鹿野町合併為周南市。[1]

### 變遷表
| 1889年4月1日  | 1889年 - 1926年       | 1926年 - 1954年                | 1926年 - 1954年      | 1926年 - 1954年      | 1926年 - 1954年      | 1955年 - 1989年            | 1955年 - 1989年              | 現在                 |
| ------------- | --------------------- | ------------------------------ | -------------------- | -------------------- | -------------------- | -------------------------- | ---------------------------- | -------------------- |
| 鹿野村        | 鹿野村                | 1940年11月3日 鹿野町           | 1940年11月3日 鹿野町 | 1940年11月3日 鹿野町 | 1940年11月3日 鹿野町 | 1940年11月3日 鹿野町       | 鹿野町                       | 2003年4月21日 周南市 |
| 須金村        | 須金村                | 須金村                         | 須金村               | 須金村               | 須金村               | 1955年7月20日 併入鹿野町   | 鹿野町                       | 2003年4月21日 周南市 |
| 須金村        | 須金村                | 須金村                         | 須金村               | 須金村               | 須金村               | 1955年7月20日 都濃町       | 1966年1月1日 併入德山市      | 2003年4月21日 周南市 |
| 須須萬村      | 須須萬村              | 須須萬村                       | 須須萬村             | 須須萬村             | 1954年12月1日 都濃町 | 1955年7月20日 都濃町       | 1966年1月1日 併入德山市      | 2003年4月21日 周南市 |
| 中須村        |                       |                                |                      |                      | 1954年12月1日 都濃町 | 1955年7月20日 都濃町       | 1966年1月1日 併入德山市      | 2003年4月21日 周南市 |
| 長穂村        |                       |                                |                      |                      | 1954年12月1日 都濃町 | 1955年7月20日 都濃町       | 1966年1月1日 併入德山市      | 2003年4月21日 周南市 |
| 向道村        | 向道村                | 向道村                         | 向道村               | 向道村               | 向道村               | 1955年10月1日 併入德山市   | 德山市                       | 2003年4月21日 周南市 |
| 德山村        | 1900年10月15日 德山町 | 1935年10月15日 德山市          | 1944年4月1日 德山市  | 德山市               | 德山市               | 德山市                     | 德山市                       | 2003年4月21日 周南市 |
| 加見村        | 加見村                | 1942年4月1日 併入德山市        | 1944年4月1日 德山市  | 德山市               | 德山市               | 德山市                     | 德山市                       | 2003年4月21日 周南市 |
| 久米村        |                       | 1942年4月1日 併入德山市        | 1944年4月1日 德山市  | 德山市               | 德山市               | 德山市                     | 德山市                       | 2003年4月21日 周南市 |
| 太華村        | 太華村                | 1940年4月29日 改制改名為櫛濱町 | 1944年4月1日 德山市  | 德山市               | 德山市               | 德山市                     | 德山市                       | 2003年4月21日 周南市 |
| 大津島村      |                       |                                | 1944年4月1日 德山市  | 德山市               | 德山市               | 德山市                     | 德山市                       | 2003年4月21日 周南市 |
| 夜市村        |                       |                                | 1944年4月1日 德山市  | 德山市               | 德山市               | 德山市                     | 德山市                       | 2003年4月21日 周南市 |
| 戶田村        |                       |                                | 1944年4月1日 德山市  | 德山市               | 德山市               | 德山市                     | 德山市                       | 2003年4月21日 周南市 |
| 湯野村        |                       |                                | 1944年4月1日 德山市  | 德山市               | 德山市               | 德山市                     | 德山市                       | 2003年4月21日 周南市 |
| 富田村        | 1915年11月10日 富田町 | 1915年11月10日 富田町          | 1944年4月1日 德山市  | 1949年8月1日 富田町  | 1953年10月1日 南陽町 | 1953年10月1日 南陽町       | 1970年11月1日 改制為新南陽市 | 2003年4月21日 周南市 |
| 富岡村        | 富岡村                | 1941年11月3日 併入富田町       | 1944年4月1日 德山市  | 1949年8月1日 富田町  | 1953年10月1日 南陽町 | 1953年10月1日 南陽町       | 1970年11月1日 改制為新南陽市 | 2003年4月21日 周南市 |
| 福川村        | 1912年1月1日 福川町   | 1912年1月1日 福川町            | 1944年4月1日 德山市  | 1949年9月1日 福川町  | 1953年10月1日 南陽町 | 1953年10月1日 南陽町       | 1970年11月1日 改制為新南陽市 | 2003年4月21日 周南市 |
| 佐波郡 和田村 | 佐波郡 和田村         | 佐波郡 和田村                  | 佐波郡 和田村        | 佐波郡 和田村        | 佐波郡 和田村        | 1955年11月1日 併入南陽町   | 1970年11月1日 改制為新南陽市 | 2003年4月21日 周南市 |
| 三丘村        | 三丘村                | 三丘村                         | 三丘村               | 三丘村               | 三丘村               | 1956年9月30日 合併為熊毛町 | 1956年9月30日 合併為熊毛町   | 2003年4月21日 周南市 |
| 高水村        |                       |                                |                      |                      |                      | 1956年9月30日 合併為熊毛町 | 1956年9月30日 合併為熊毛町   | 2003年4月21日 周南市 |
| 勝間村        |                       |                                |                      |                      |                      | 1956年9月30日 合併為熊毛町 | 1956年9月30日 合併為熊毛町   | 2003年4月21日 周南市 |
| 八代村        |                       |                                |                      |                      |                      | 1956年9月30日 合併為熊毛町 | 1956年9月30日 合併為熊毛町   | 2003年4月21日 周南市 |

## 行政
- 市長：藤井律子（日语：藤井律子）
  - 副市長：青木龍一
- 市議会議長：米澤痴達
  - 市議会副議長：田村勇一

## 交通

### 鐵路
- 西日本旅客鐵道
  - 山陽新幹線：德山車站
  - 山陽本線：櫛濱車站 - 德山車站 - 新南陽車站 - 福川車站 - 戶田車站
  - 岩德線：高水車站 - 勝間車站 - 大河內車站 - （下松市） - 櫛濱車站

|  |  |
|  |  |

### 道路
高速道路
- 中國自動車道：鹿野交流道 - 鹿野服務區
- 山陽自動車道：熊毛交流道 - （下松市） - 德山東交流道 - 德山西交流道

### 港口

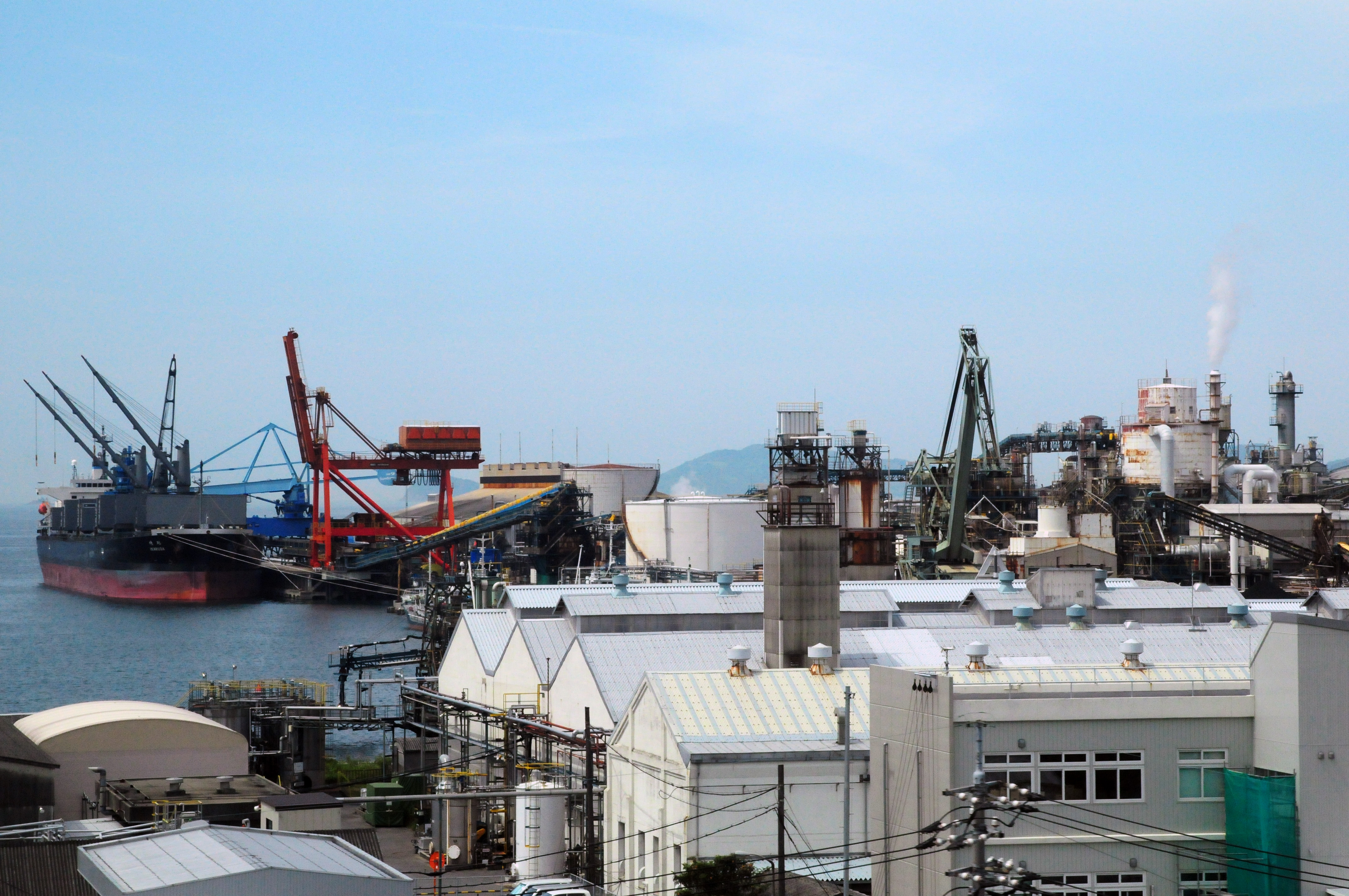
德山下松港

- 德山下松港

## 觀光
- 周南市立德山動物園
- 回天記念館（大津島）
- 湯野温泉
- 太華山

遠石八幡宮

- 從西伯利亞來仙鶴之越冬留鳥地（周南市八代盆地、本州島惟一）
- 遠石八幡宮

## 教育

### 大學
- 德山大學

### 高等專門學校
- 德山工業高等專門學校

### 高等學校
- 山口縣立德山高等學校
- 山口縣立德山北高等學校
- 山口縣立德山商工高等學校
- 山口縣立新南陽高等學校
- 山口縣立南陽工業高等學校
- 山口縣立熊毛北高等學校
- 山口縣櫻丘高等學校

## 本地主要企業
- 德亞馬（日語寫法:トクヤマ）
- 出光興産
- 西京銀行
- 山口放送（山口廣播公司）

## 姊妹、友好都市

### 海外
- 圣贝尔纳多-杜坎普（巴西聖保羅州）
原為德山市在1974年4月23日與其締結為姊妹都市，2003年10月22日周南市繼續與其締結為姊妹都市。[2]
- 湯斯維爾（澳大利亞昆士蘭省）
原為德山市在1990年9月30日與其締結為姊妹都市，2003年10月10日周南市繼續與其締結為姊妹都市。[3]
- 代尔夫宰尔（荷蘭格罗宁根省）
原為新南陽市在1990年5月22日與其締結為姊妹都市，2006年7月31日周南市繼續與其締結為姊妹都市。[4]

## 本地出身之名人
- 磯松大輔：田徑選手
- 井上哲士：日本參議院議員（日本共産党）
- 今井麻美：配音員
- 井本農一：國文學者
- 大中元氣：拳擊選手
- 緒川たまき：女演員
- GAO：創作歌手
- 高村坂彥：前德山市長、曾任日本眾議院議員、文部省政務次官
- 高村正彥：曾任外務大臣、日本眾議院議員
- 兒玉源太郎：日俄戰爭滿州軍總參謀長、曾任台灣總督
- 貞本義行：動畫師、漫畫家
- 椎木匠：職業棒球選手
- 重廣恒夫：登山家
- 田中達也：職業足球選手、曾為日本足球代表隊選手
- 長州力：職業摔角選手
- 津田恒實：職業棒球選手
- 津田真澄：俳優、配音員
- 林忠彦：攝影師
- 原田裕花：籃球選手、前日本代表隊隊長
- 福田靖：編劇
- まど・みちお：詩人
- 光田康典：作曲家
- 宗岡正二：新日本製鐵社長
- 毛利昭彥：格鬥選手
- 藻谷浩介：日本政策投資銀行參事役、
- 森園みるく：漫畫家

## 外部連結
- （日語） 周南市觀光協會（页面存档备份，存于）